# Крачкі
Крачкі (пол. Kraczki) — село в Польщі, у гміні Садки Накельського повіту Куявсько-Поморського воєводства.
Населення — 327 осіб (2011).
У 1975-1998 роках село належало до Бидгощського воєводства.

## Демографія
Демографічна структура станом на 31 березня 2011 року:
|          | Загалом | Допрацездатний вік | Працездатний вік | Постпрацездатний вік |
| -------- | ------- | ------------------ | ---------------- | -------------------- |
| Чоловіки | 171     | 49                 | 114              | 8                    |
| Жінки    | 156     | 33                 | 101              | 22                   |
| Разом    | 327     | 82                 | 215              | 30                   |